# Wenen
Wenen (Duits: Wien /viːn/; Beiers-Oostenrijks: Wean) is de hoofdstad van Oostenrijk en vormt sinds 1922 een eigen deelstaat. De stad ligt in het oosten van het land aan de rivier de Donau. Wenen heeft circa 2.000.000 inwoners (1 oktober 2023), en is daarmee veruit de grootste stad en het cultureel en politiek centrum van Oostenrijk. Internationale organisaties die hun hoofdkantoor in Wenen hebben zijn UNIDO, OPEC en IAEA.

## Geschiedenis

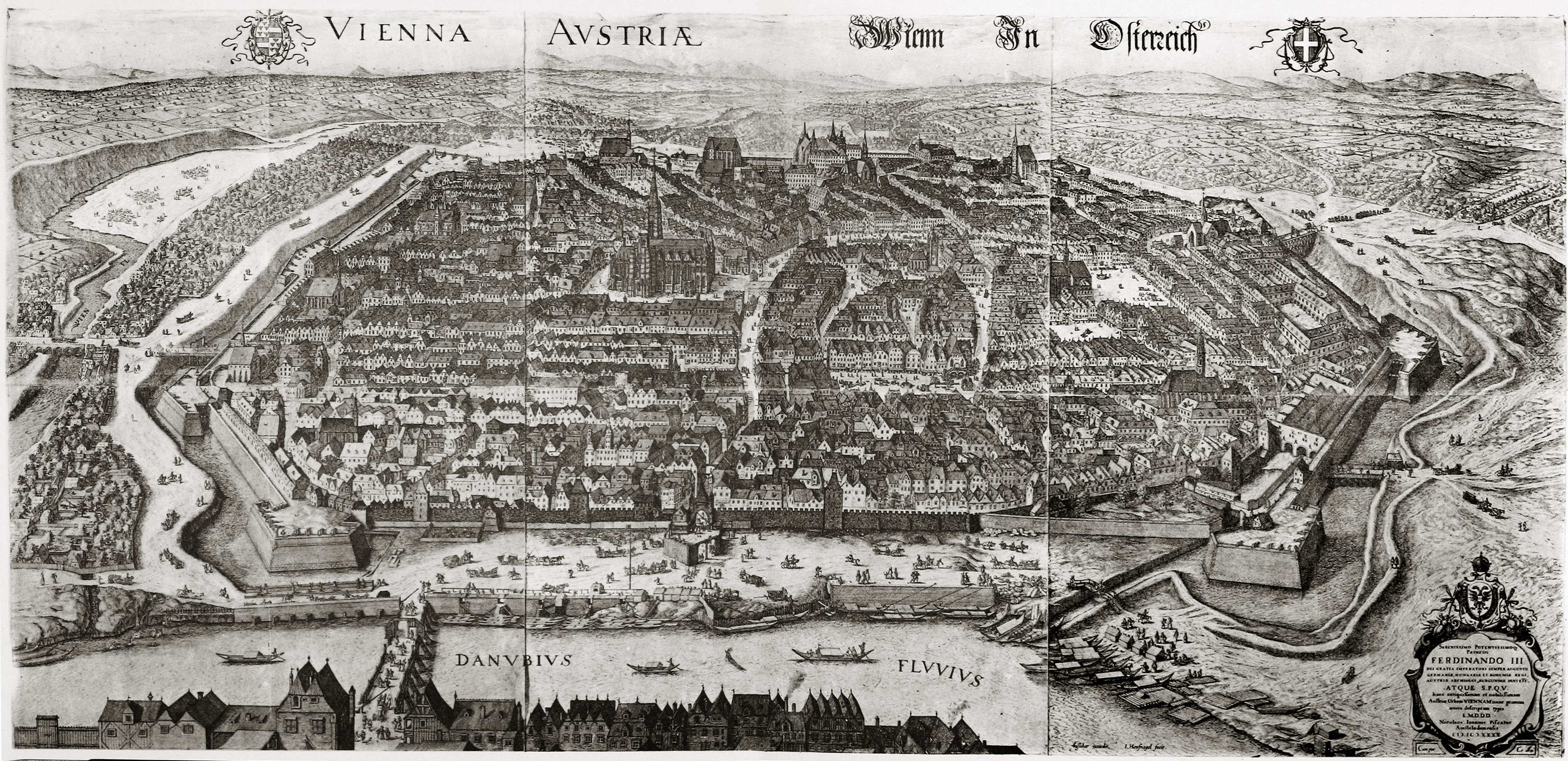
Wenen in de 17e eeuw

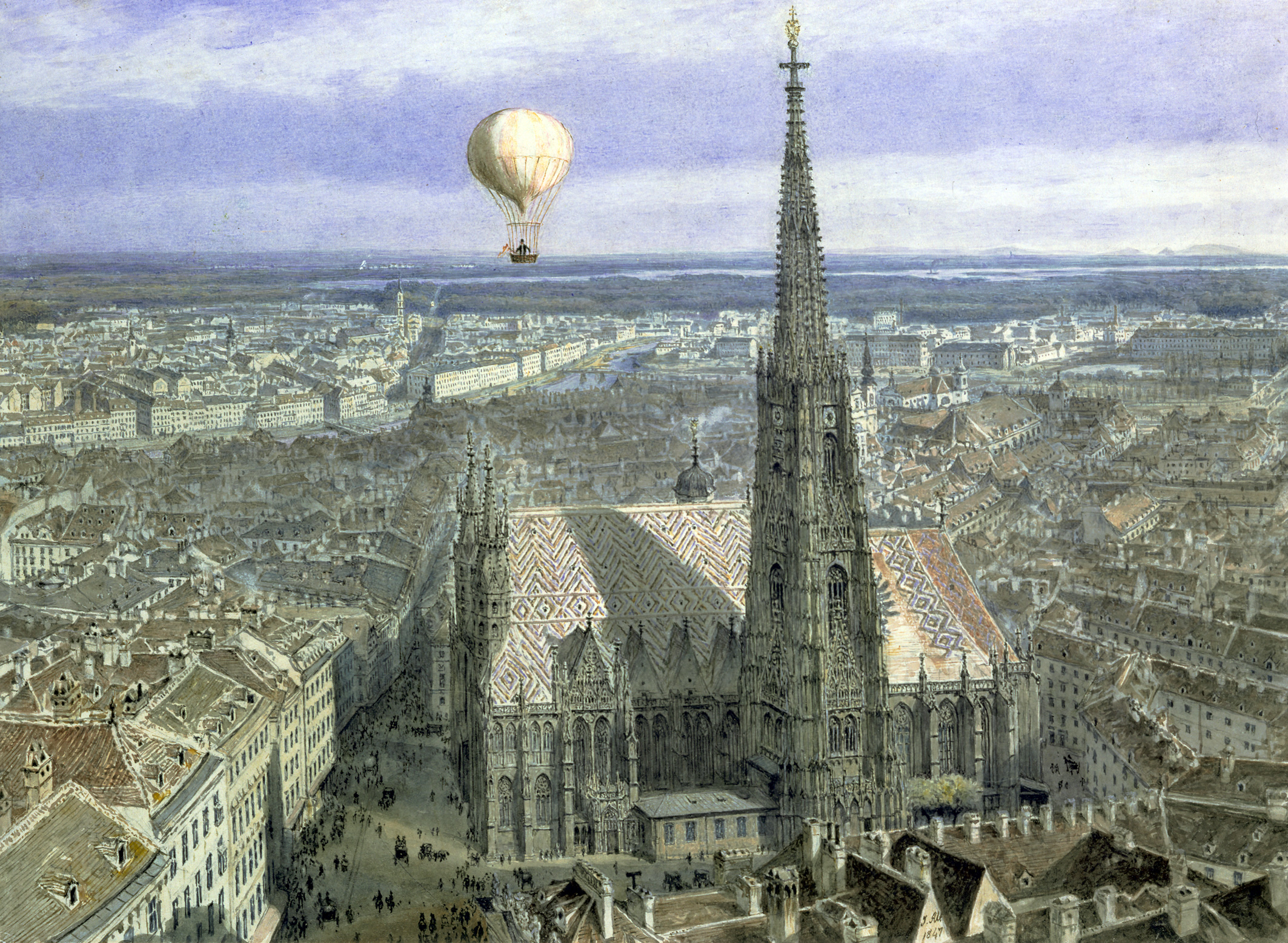
Wenen in 1847 met de Stephansdom

In 15 v.Chr. stichtten de Romeinen op de plaats van de huidige binnenstad een militaire post tegen de Germanen. De post lag aan de rivier de Wien en droeg de naam Vindobona. In 1221 kreeg Wenen stadsrechten, in 1438 werd zij rijkshoofdstad, in 1469 bisschopszetel, en in 1526 keizerstad. In de loop der tijd groeide de stad.
In 1529 werd Wenen voor de eerste maal vergeefs belegerd door de Turken, in 1683 was er de tweede Turkse belegering. Gedurende de oorlogen met Frankrijk werd Wenen twee keer door Napoleon ingenomen, in 1805 en 1809. De Franse revolutie van februari 1848 had ook in Wenen haar weerslag. Na de maartrevolutie abdiceerde keizer Ferdinand I ten gunste van zijn neef Frans Jozef I.
Gedurende de Eerste Wereldoorlog werd Wenen weliswaar niet direct bedreigd, maar de economische blokkade van de Centralen leidde tot een gebrek aan vooral voedingsmiddelen en kleding. Het einde van de Eerste Wereldoorlog was ook het einde van de Oostenrijks-Hongaarse monarchie. In 1921 werd Wenen van het omringende Neder-Oostenrijk afgescheiden, en werd een aparte bondsstaat.
De Anschluss in maart 1938 veroorzaakte een massale uittocht uit Wenen, met als neveneffect dat het rijke ideeënleven van de stad zich over de wereld verspreidde. De achterblijvers kregen te maken met nazistische repressie, een stroming die ook voorheen al sterk geworteld was in de stad. In de Kristallnacht, op 9 november 1938, werden de synagoges, niet alleen religieuze maar ook sociale centra in het Joodse leven, verwoest.
Aan het eind van de 20e eeuw kreeg Wenen een "skyline" door de bouw van twee wolkenkrabbers, de Andromeda Tower en de Millennium Tower, aan de beide oevers van de Donau.

## Bestuurlijke indeling

### Districten

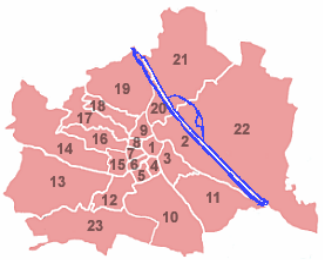
Districten van Wenen

De stad is verdeeld in 23 districten (Bezirke), die zowel een naam als een nummer dragen. Alle straatnaambordjes in Wenen dragen ook het nummer van het stadsdistrict. Daarnaast bestaat de postcode uit 1 voor Wenen, het nummer van het district en een nul. De postcode van Penzing is dus 1140.
I Innere Stadt - II Leopoldstadt - III Landstraße - IV Wieden - V Margareten - VI Mariahilf - VII Neubau - VIII Josefstadt - IX Alsergrund - X Favoriten - XI Simmering - XII Meidling - XIII Hietzing - XIV Penzing - XV Rudolfsheim-Fünfhaus - XVI Ottakring - XVII Hernals - XVIII Währing - XIX Döbling - XX Brigittenau - XXI Floridsdorf - XXII Donaustadt - XXIII Liesing

## Politiek
Wenen is een stadstaat; dit betekent dat de stad en de gemeente samenvallen met de deelstaat. De burgemeester van Wenen is tegelijk landeshauptmann van de deelstaat Wenen en de gemeenteraad is tegelijkertijd ook Landdag.
Na de bevrijding van Wenen werden in november 1945 vrije verkiezingen gehouden, maar de Sovjet-Unie zou nog tot 1955 verschillende pogingen ondernemen om door een "arbeidersopstand" een socialistische dictatuur te vestigen. Die opstanden begonnen steevast met protesten en rellen bij de kanselarij in Wenen, maar botsten op een gebrek aan steun van de reguliere socialistische vakbonden.
Hoewel op landelijk niveau de socialistische SPÖ en de christendemocratische ÖVP traditioneel vergelijkbare aantallen stemmen halen, is de SPÖ in Wenen sinds 1945 altijd veruit de grootste partij geweest. De sociaaldemocraten hadden tot 2010 vrijwel steevast een absolute meerderheid in het Weense stadsbestuur (met als uitzondering de gloriejaren van de rechtse FPÖ tussen 1996 en 2001). In de periode 2010–2020 regeerde de SPÖ in Wenen samen met de Groenen. Hun beleid werd gekenmerkt door ruime financiële steun aan openbare diensten zoals onderwijs, gezondheidszorg en openbaar vervoer. Na de verkiezingen van 2020 nam het liberale NEOS de plaats van de Groenen in als coalitiepartner van de SPÖ.
Bij de gemeenteraadsverkiezingen van 2025 brachten 696.345 van de 1.109.936 stemgerechtigde kiezers (62,74%) hun stem uit. De huidige burgemeester en gouverneur is sinds 2018 de socialist Michael Ludwig.

## Kunst en cultuur

### Musea
Wenen heeft veel musea, waaronder
- Kunsthistorisches Museum Wien
- Technisches Museum Wien
- Albertina
- Liechtenstein Museum

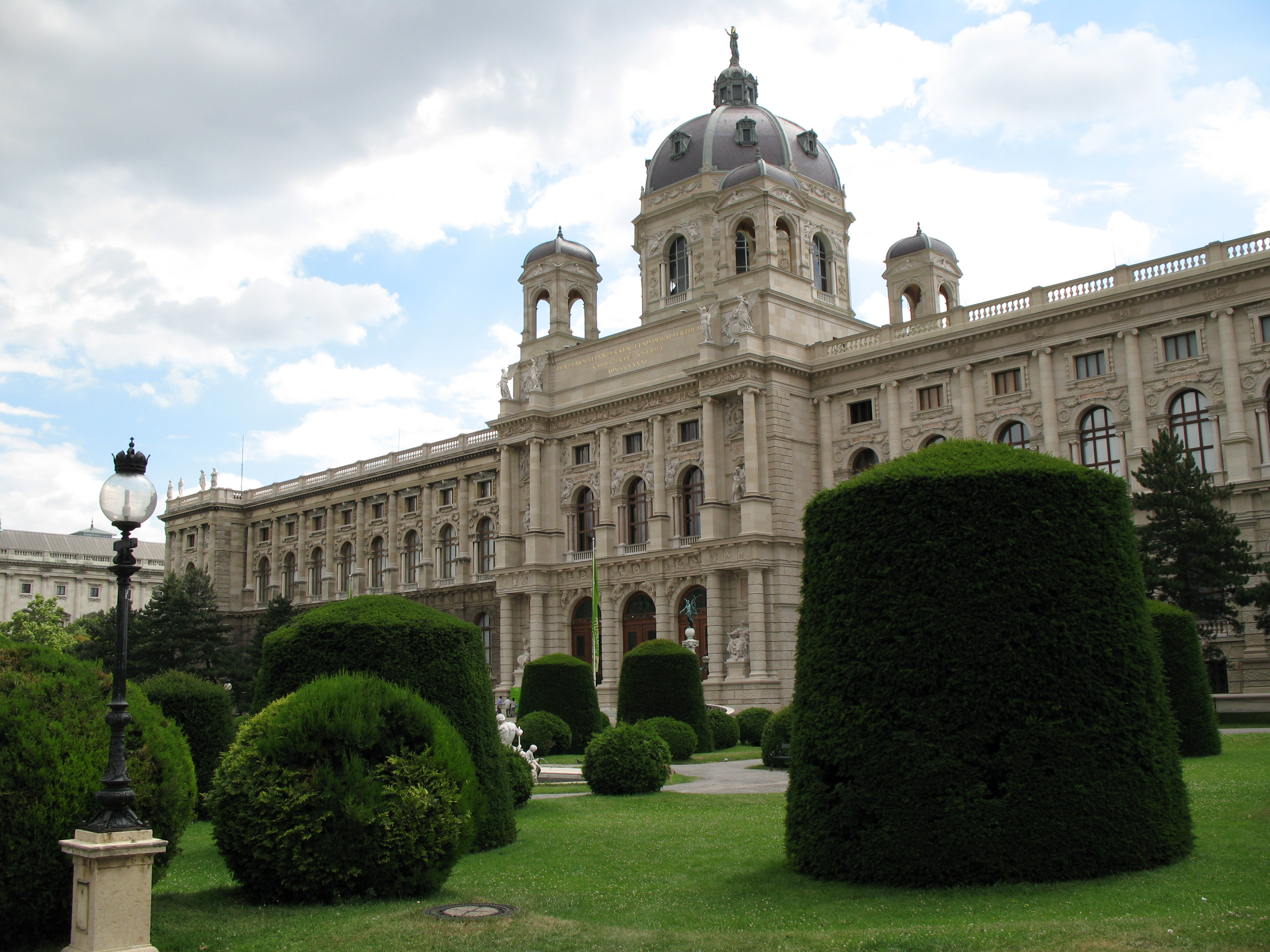
Kunsthistorisches Museum

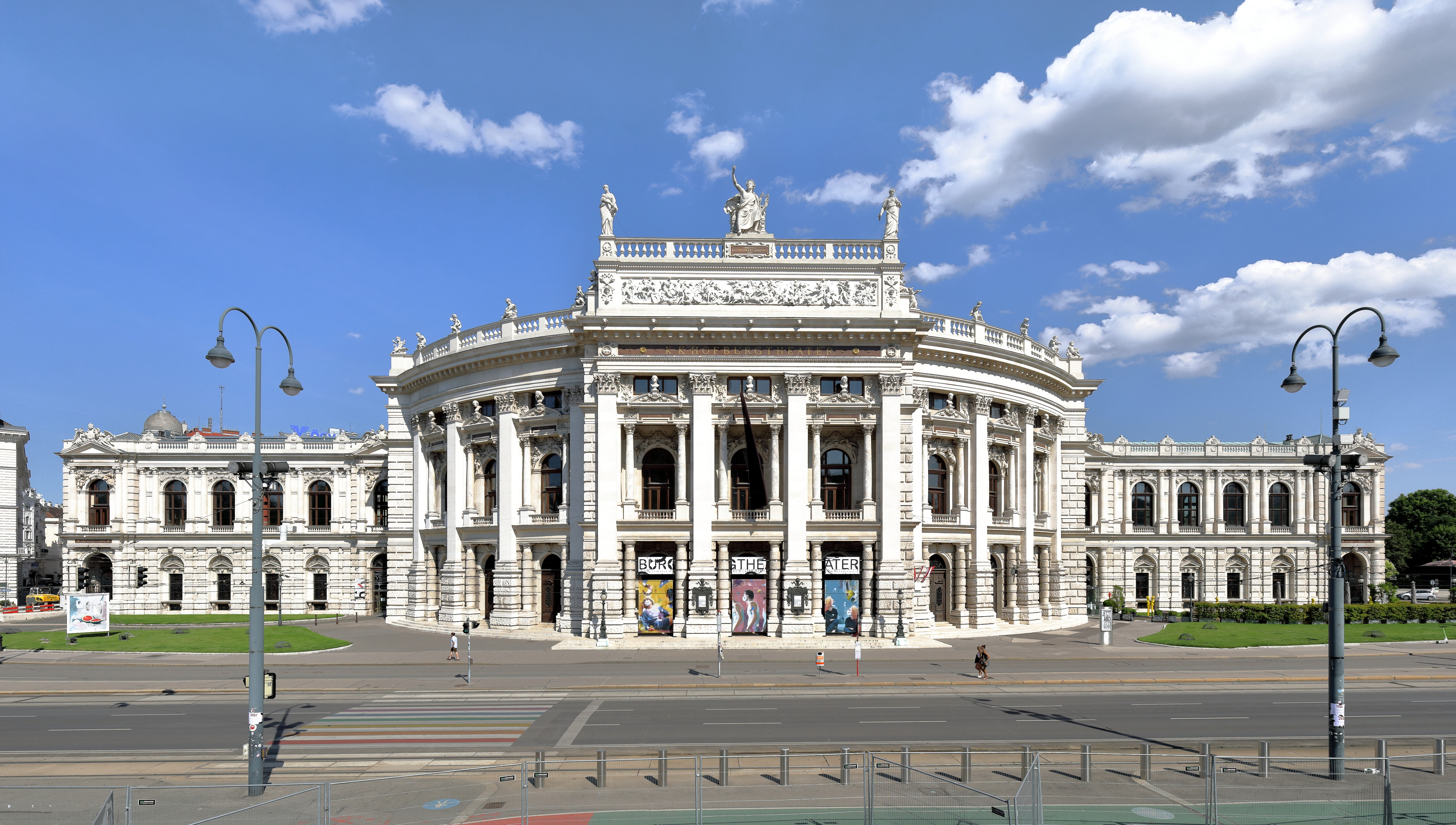
Burgtheater

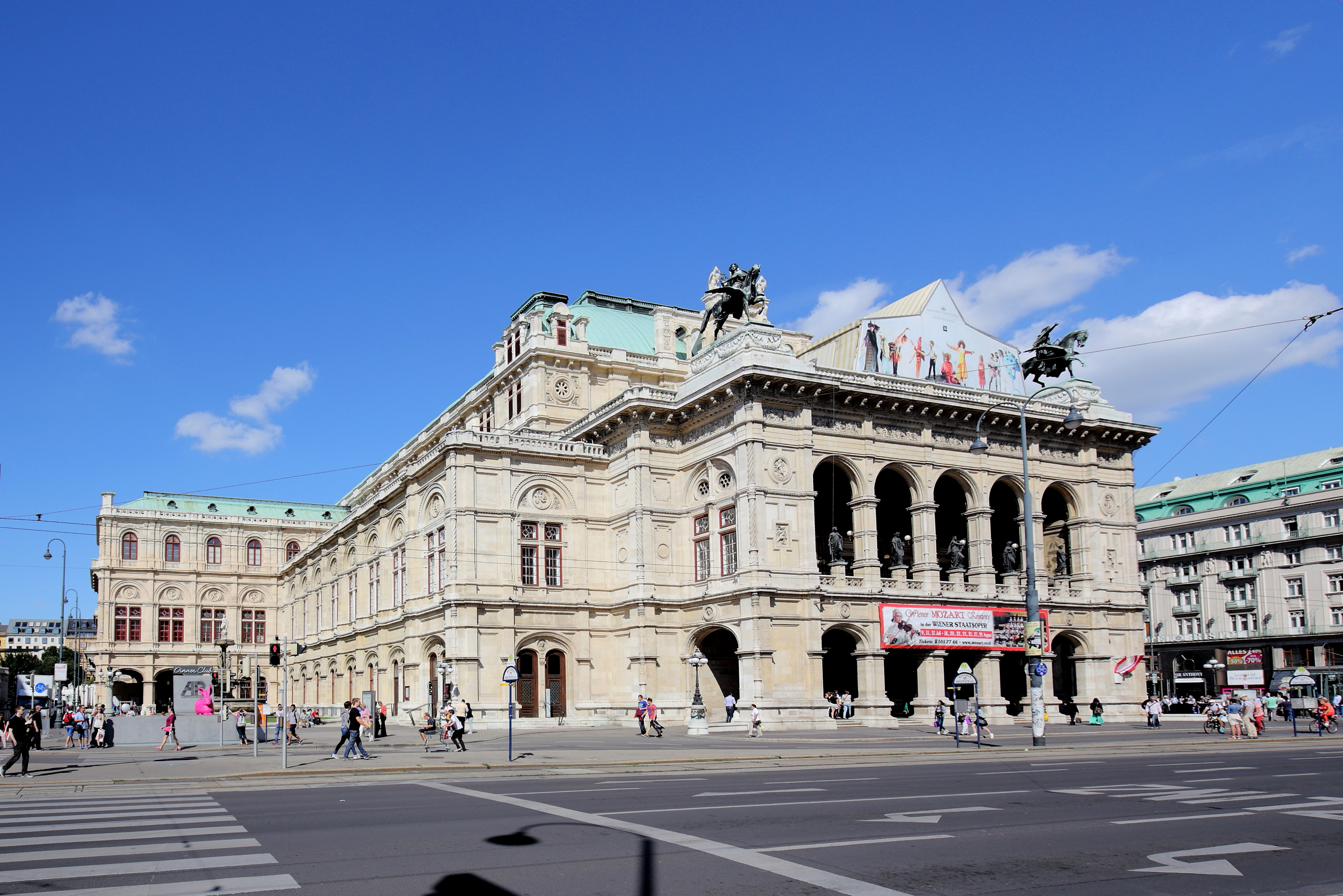
Weense Staatsopera

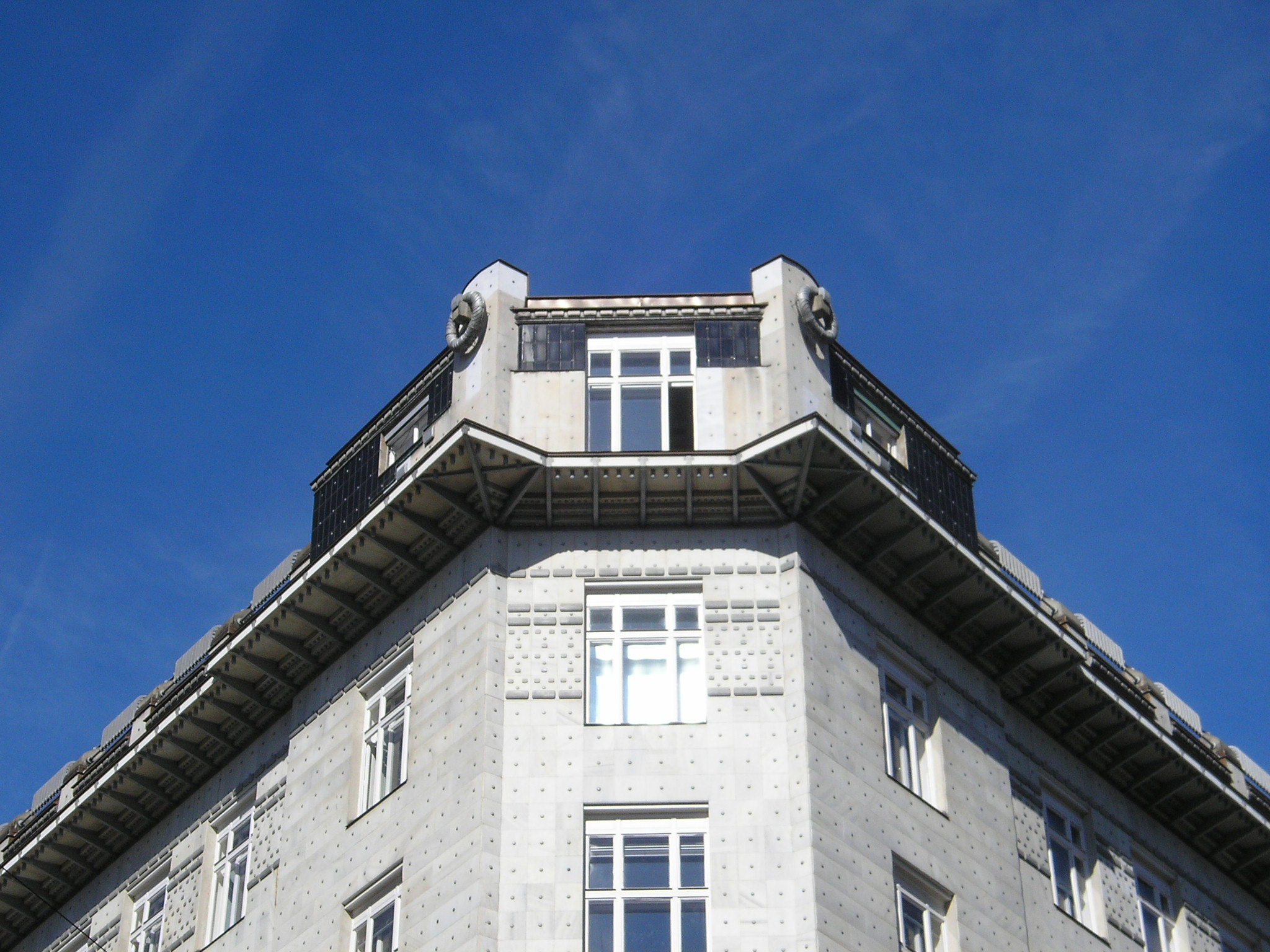
Postsparkasse

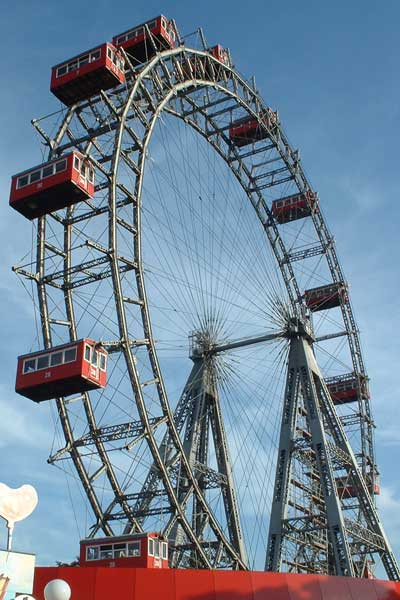
Het in 1897 gebouwde reuzenrad in het Prater

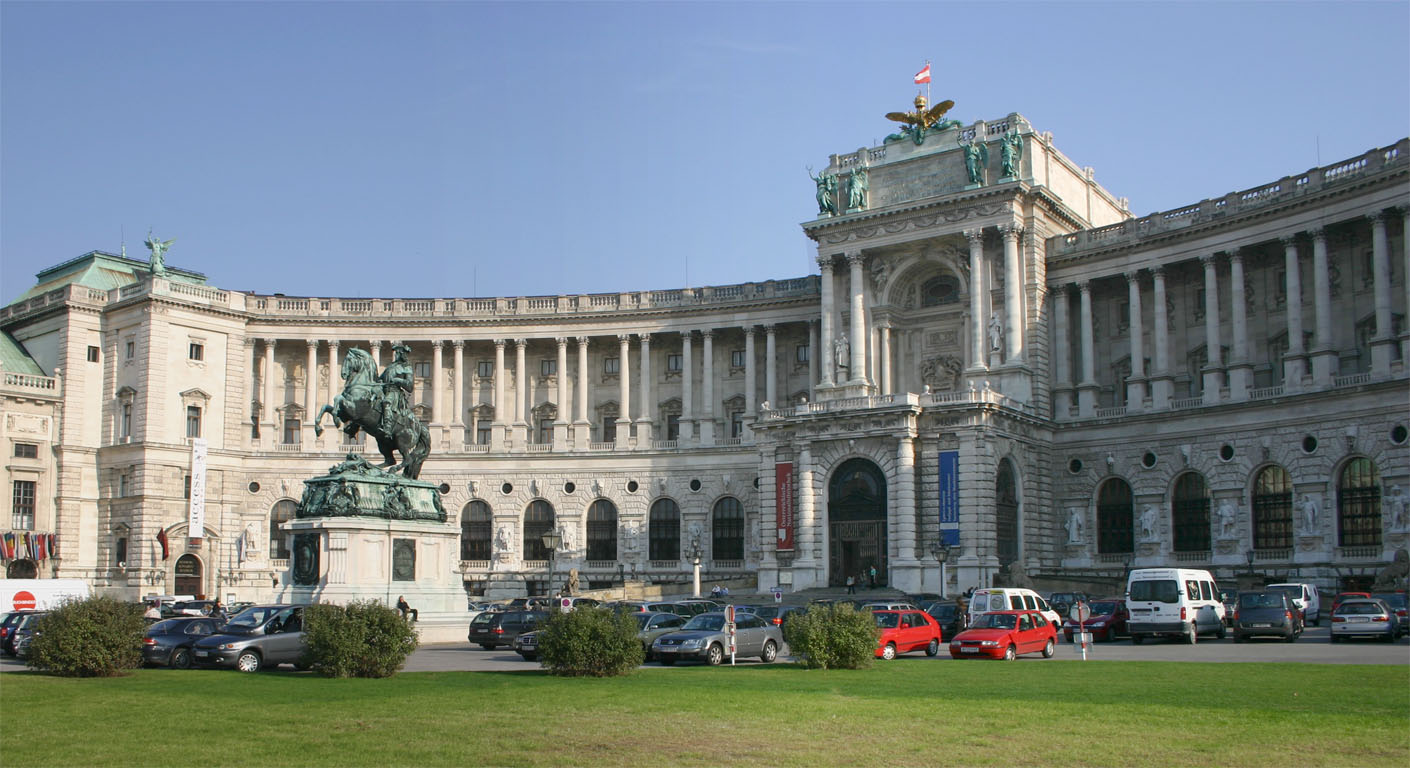
De Hofburg aan de Heldenplatz

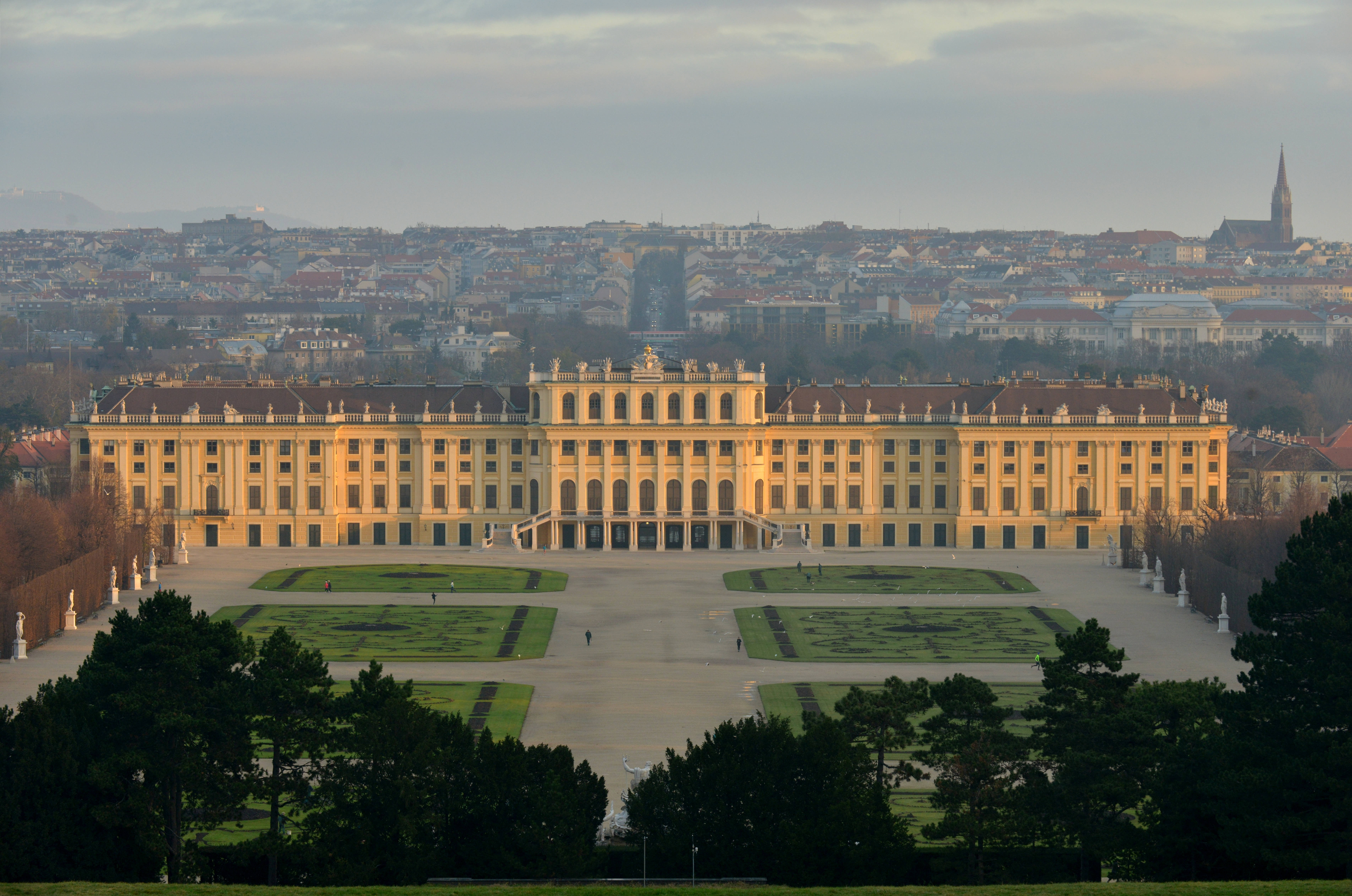
Schloss Schönbrunn

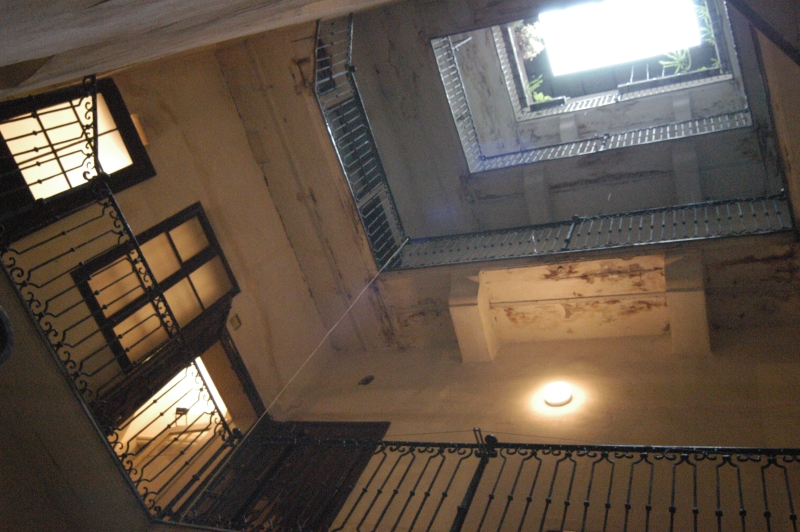
Een van Mozarts woningen in Wenen, Domgasse

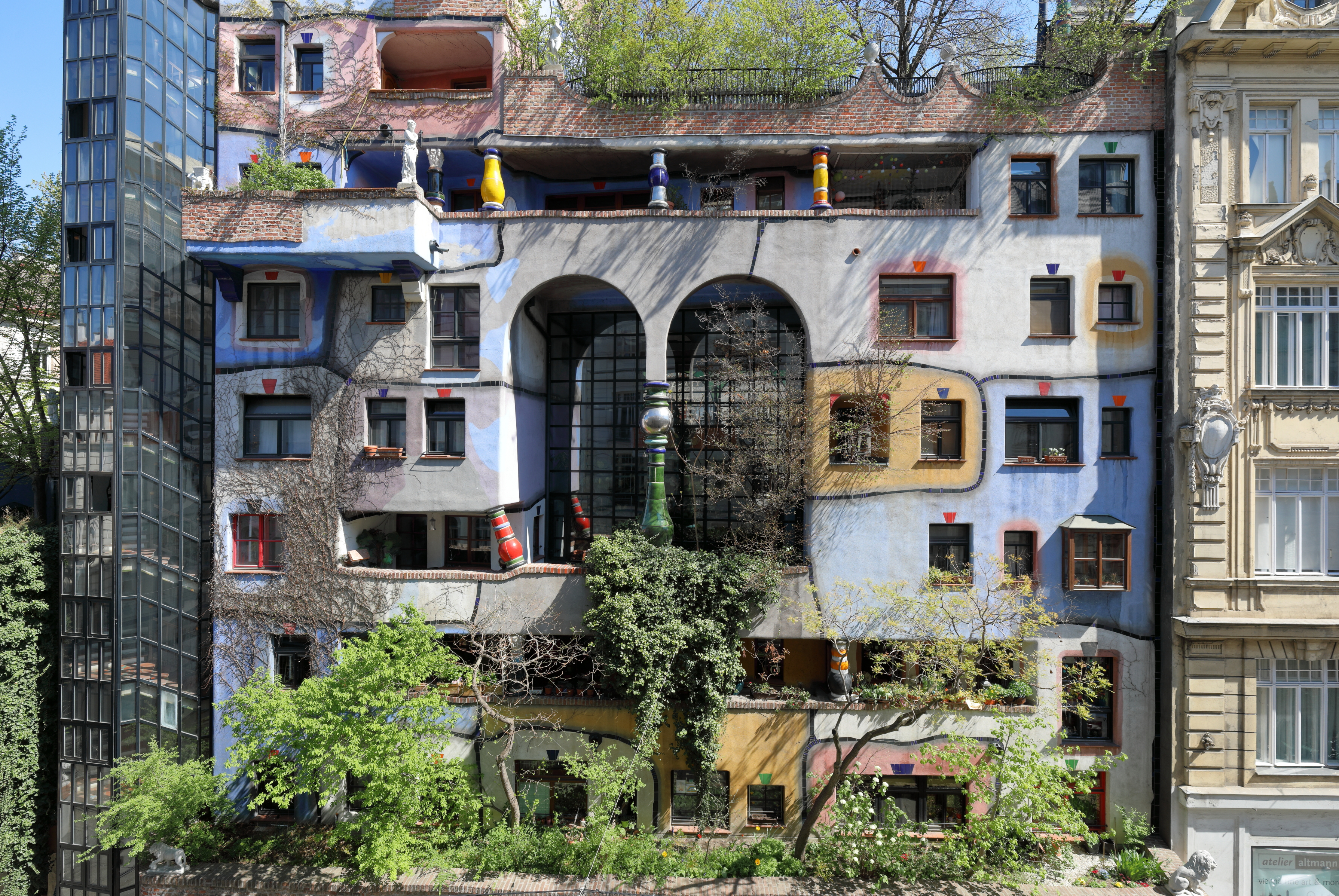
Hundertwasserhaus

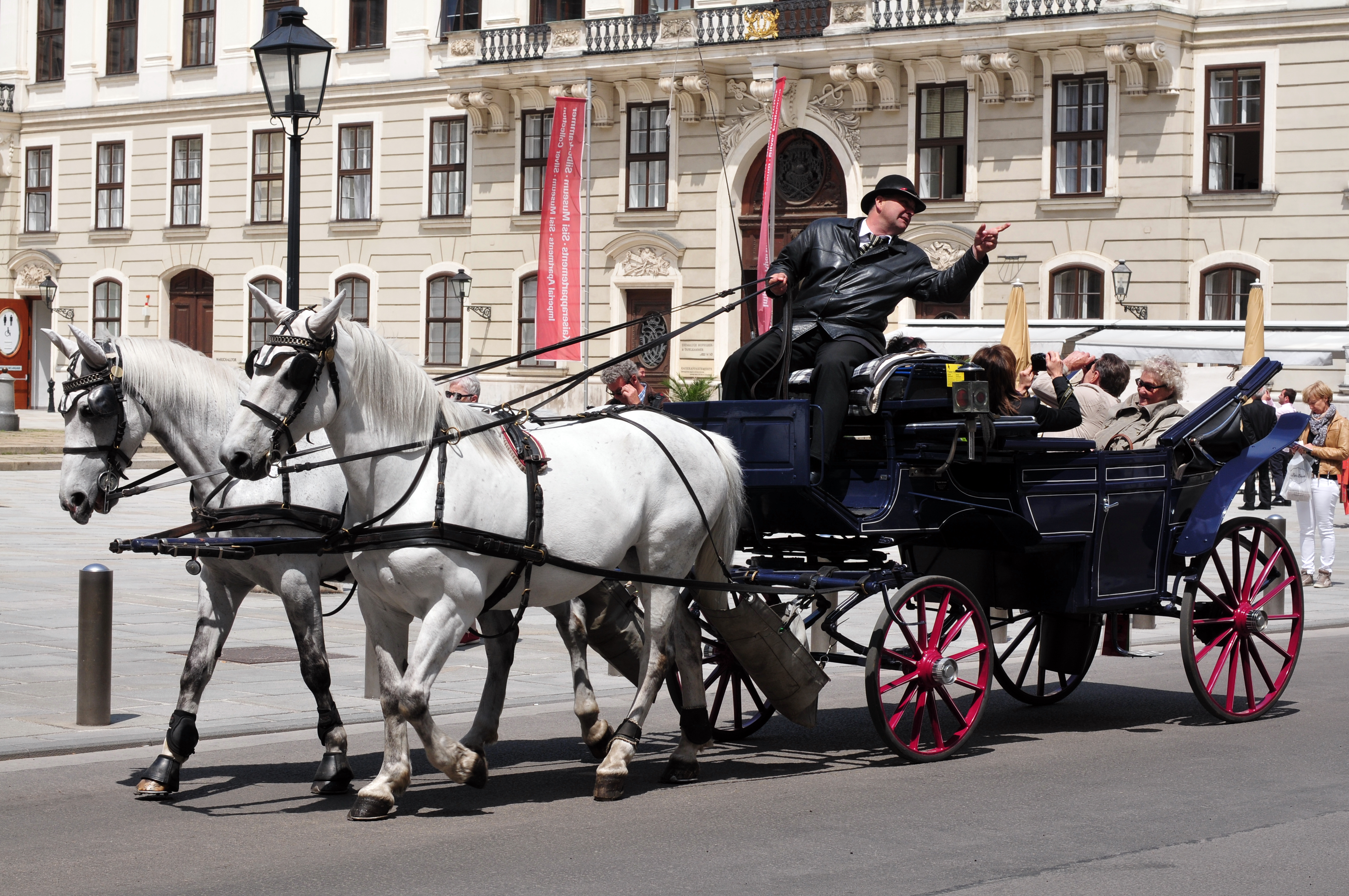
Weense fiaker

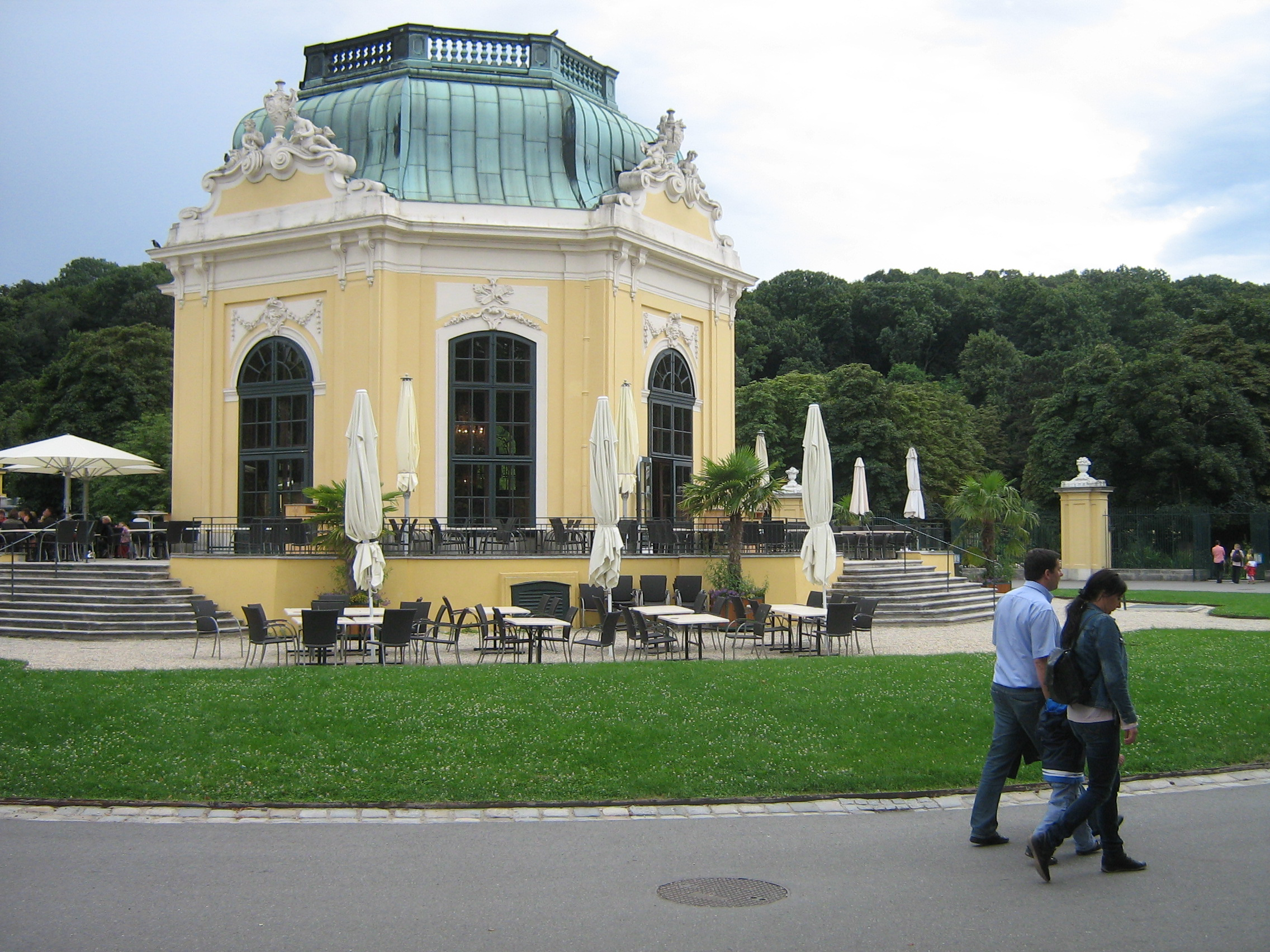
Tiergarten Schönbrunn, Kaiserpavillion

Het nieuwe MuseumsQuartier is een combinatie van oude en nieuwe musea, direct in de binnenstad.

### Muziek
Wenen is van oudsher een centrum van klassieke muziek en opera. De Wiener Philharmoniker weten sinds de toepassing van televisie het oog van de wereld op zich gericht bij de traditionele uitzending van het Nieuwjaarsconcert, dat door miljoenen kijkers wordt gevolgd. Het orkest werd in oktober 2006 door kenners verkozen tot "beste orkest van Europa", nipt gevolgd door het Koninklijk Concertgebouworkest en op afstand de Berliner Philharmoniker.
Beroemde componisten die in Wenen gewoond en gewerkt hebben zijn onder meer Christoph Willibald Gluck, Wolfgang Amadeus Mozart, Joseph Haydn, Ludwig van Beethoven, Franz Schubert, Johannes Brahms, Anton Bruckner, Johann Strauss sr., Johann Strauss jr., Gustav Mahler, Arnold Schönberg, Alban Berg, Anton Webern, György Ligeti en Antonio Salieri.
De Wiener Sängerknaben, een jongenskoor dat in 1498 werd gesticht door Maximiliaan I. Het koor zingt werken van Mozart, Schubert en Haydn in de zondagsmissen van de Burgkapelle.
Elk jaar wordt het Donaukanaltreiben Festival georganiseerd, bands uit binnen en buitenland spelen dan in Wenen langsheen de Donau.

### Theater en opera

#### Theater
- Burgtheater
- Akademietheater
- Theater in der Josefstadt
- Kärntnertortheater
- Volkstheater
- Carltheater
- Raimundtheater
- Ronachertheater

#### Opera
- Weense Staatsopera
- Volksoper Wien
- Theater an der Wien

### Architectuur

#### romaans
- Sint-Ruprechtskerk
- Sint-Michaëlkerk

#### gotisch
- Stephansdom
- Minorietenkerk
- Augustijnenkerk (gotisch-barok)
- Kerk am Hof
- Maria am Gestade
- Hofburgkapelle

#### barok
Wenen telt vele bouwwerken uit de barok.
- Franciscanenkerk
- Sint-Annakerk
- Rochuskerk
- Kerk van de betrouwbare Maagd Maria
- Jezuïetenkerk
- Karlskirche
- Sint-Petruskerk
- de Pestsäule

#### historisme
Heel wat gebouwen, voornamelijk gelegen aan de Ringstraße (aangelegd tussen 1857 en 1865), werden opgetrokken in een historiserende stijl. De Weense Staatsopera (1861-1869), de Votiefkerk (1856-1879), de Neue Burg (1881-1913), het hoofdgebouw van de Universiteit, het Stadhuis (1872-1883), het Parlementsgebouw (1874-1884), het Kunsthistorisches Museum (1871-1881), het Naturhistorisches Museum (1889), de Wiener Musikverein (1870), het MAK – Museum voor Toegepaste Kunst (1863), de Alte Börse (1870-1877) en de Rossauer Kaserne (1865-1869) dateren allemaal uit de (tweede helft) van de negentiende eeuw.

#### Sezession
In het begin van de 20e eeuw bloeide de aan de art nouveau verwante Sezessionstijl (schilderkunst, architectuur, meubelen, sieraden). De belangrijkste vertegenwoordigers waren Gustav Klimt, Egon Schiele, Koloman Moser (schilderkunst) en Otto Wagner, Joseph Maria Olbrich en Josef Hoffmann (architectuur). Wagner ontwierp onder andere het Majolicahaus (1898), heel wat stations van de Wiener Stadtbahn (1894-1899), de Postsparkasse (postkantoor, 1904-1906) en de Kirche am Steinhof (1904-1907).
Aan de Karlsplatz staat het tentoonstellingsgebouw van de Weense Secession dat werd opgericht door Olbrich, een leerling van Wagner. Binnen bevindt zich de beroemde Beethovenfries van Klimt. Andere bekende werken van Klimt zijn De kus en Judith I

#### Sociale woningbouw
Het interbellum, de periode tussen 1918 en 1938, wordt politiek bepaald door het 'rode Wenen'. Wenen ontwikkelde zich in die periode tot een socialistische stad. Overal werd sociale woningbouw verricht. Het beste voorbeeld hiervan is het Karl-Marx-Hof in Heiligenstadt (noordelijk Wenen). Dit gebouwencomplex werd tussen 1927 en 1930 gebouwd door Karl Ehn, nog een leerling van Otto Wagner, en omvat 1382 woningen. Na de burgeroorlog van 1934 eindigde deze periode.
Een ander voorbeeld van bijzondere sociale woningbouw is het Hundertwasserhaus, in 1985 gebouwd door Friedensreich Hundertwasser. Het gebouw kenmerkt zich door de felle kleuren, onregelmatige vormen en het vele groen. Hundertwasser ontwierp ook de vuilverbrandingsoven in Spittelau (noordelijk Wenen).
De binnenstad van Wenen staat op de werelderfgoedlijst van UNESCO.

#### Moderne architectuur
- Donauturm
- Millennium Toren

## Bezienswaardigheden

### Kerken
- Stephansdom, gebouwd in de 12e eeuw, kardinaalszetel
- Minorietenkerk, 12e-13e eeuw, opgetrokken in Frans-gotische stijl
- Sint-Ruprechtskerk, romaans-gotisch, 11e eeuw
- Sint-Michaëlkerk, 13e-18e eeuw
- Dominicanenkerk, 1237, laatste herbouwing 1631-1634
- Augustijnenkerk, gotisch-barok, 1339
- Kerk am Hof, gotische hallenkerk, 1386-1403
- Schottenkerk, gesticht in de 14e eeuw
- Maria am Gestade, gotisch, midden 14e eeuw
- Franciscanenkerk, renaissance-barok, 1607
- Sint-Annakerk, barok, 1629-1634
- Rochuskerk, barok, 1687-1721
- Kerk van de betrouwbare Maagd Maria, barok, 1698 (Josefstadt) (piaristenkerk)
- Jezuïetenkerk, barok, 1703-1705 (Landstraße)
- Karlskirche, barok, 1737
- Sint-Petruskerk, barok, 18e eeuw
- Votiefkerk, neogotisch, 1856-1879 (Simmering)
- kathedraal van de Heilige Nicolaas, 1893-1899 (russisch-orthodox)
- parochiekerk van Breitenfeld, historisme, 1894-1898 (Josefstadt)
- Antoniuskerk, historisme, 1896-1902 (Favoriten)
- Franciscus van Assisikerk, 1898-1910 (Leopoldstadt)
- Kirche am Steinhof, jugendstil, 1904-1907, ontworpen door Otto Wagner (Penzing)
- Karel Borromeuskerk, jugendstil, 1908-1911
- Wotrubakerk, 1974-1976, ontworpen door Fritz Wotruba (Liesing)
- Koptische kerk van de heilige Maagd van Zeitoun, 1998-2004 (Donaustadt)

### Paleizen
- Schloss Schönbrunn, het zomerpaleis van de Oostenrijkse keizers dat de intentie had het Kasteel van Versailles naar de kroon te steken. Hoewel het kleiner is dan de Franse tegenhanger blijft het groot en indrukwekkend.
- Slot Belvedere
- Paleis Mollard-Clary
- Palais Equitable
- Paleis Auersperg
- Hofburg

### Overige bezienswaardigheden
Buiten de monumentale paleizen en kerken biedt Wenen meer toeristische attracties.
- Zo is er het Prater, van oudsher een keizerlijk jachtgebied, dat bestaat uit drie delen. Het Wurstelprater is een kermis met diverse attracties waaronder het voor publiek toegankelijke reuzenrad uit 1897. Het rad werd gebouwd door de Brit Walter Basset, is 67 meter hoog en draait met 75 centimeter per seconde. Het reuzenrad weegt 410 ton. In 1945 verloor het rad bij een brand na een bombardement van het Sovjetleger de helft van zijn gondels. Het ronddraaiende rad stopt met tussenpozen, om mensen te laten instappen in de gondels, zodat men de tijd krijgt om een zicht boven Wenen te krijgen.
- Het Haus des Meeres (Huis van de Zee) is een groot aquarium, dat gevestigd is in een van de zes betonnen luchtafweerbunkers uit de Tweede Wereldoorlog. Deze zogenaamde Flakturme bevinden zich op drie plaatsen in de stad en zijn zo groot en hoog dat ze niet opgeblazen of afgebroken kunnen worden. De twee torens in de wijken Neubau en Mariahilf zijn vanuit de binnenstad op vele punten zichtbaar.
- De Pestsäule staat aan de Graben, een chique winkelstraat die loopt naar de Stephansdom. Het monument werd opgericht nadat in de 16e eeuw de pest in Wenen uitbrak en 16.000 slachtoffers eiste. Doordat er zoveel mensen in korte tijd stierven, konden zij niet allemaal afzonderlijk begraven worden. Daarom werden ze in de catacomben, onder de Stephansdom, in ingemetselde zalen begraven. Men kan door een uitgekapt gat in de muur de bergen schedels en botten zien liggen.
- De Spaanse rijschool met zijn Lipizzaners geniet wereldwijde bekendheid. De voorstellingen zijn vaak ruim van tevoren uitverkocht.
- Met een fiaker kan men rondritten maken door het historische centrum.
- Als enige grote stad in de wereld groeien de wijnranken tot in de stad. De Weense wijken Grinzing en Nußdorf produceren goede wijnen van Zweigelt en Grüner Veltliner, twee typische Oostenrijkse druivensoorten. In een Heurige kan men wijn en spijs proeven in het restaurant van de wijnboer.
- Tiergarten Schönbrunn werd opgericht in 1752 en geldt als de oudste dierentuin ter wereld.
- De Kapuzinergruft of "Kaisergruft" is de algemene begraafplaats van de Habsburgers sinds de 17e eeuw. Alle keizers en keizerinnen, prinsen, prinsessen, alsook aartshertogelijke families en hun kinderen liggen hier begraven naargelang hun overlijdensperiode. Het graf van Maria Theresia en haar echtgenoot Frans Stefan is een imposant grafmonument. Ook keizer Frans Jozef I, keizerin Elisabeth ("Sisi"), keizerin Zita en als laatste kroonprins Otto liggen er begraven. De doodskisten van de laatstgenoemden staan er opgebaard. De Kapuzinergruft is te bezichtigen.
- Het Dorotheum, het grootste veilinghuis in Centraal-Europa en in het Duitse taalgebied.
- Hoewel de stad vernoemd is naar de rivier Wien, is de ligging An der schönen blauen Donau veel bekender. Er lopen drie vertakkingen van deze rivier door de stad Wenen: de oude Donau, de nieuwe Donau en het Donaukanaal (waarin de Wien uitmondt). Buiten de stad komen deze drie vertakkingen weer bij elkaar.
- Weens stadspark. Dit is een groot park in het centrum van de stad.

## Klimaat
| Maand                  | jan | feb | mrt | apr | mei | jun | jul | aug | sep | okt | nov | dec | Jaar |
| ---------------------- | --- | --- | --- | --- | --- | --- | --- | --- | --- | --- | --- | --- | ---- |
| Gemiddeld maximum (°C) | 4   | 6   | 10  | 16  | 21  | 24  | 27  | 27  | 21  | 15  | 8   | 5   | 15,3 |
| Gemiddeld minimum (°C) | −1  | 0   | 4   | 8   | 13  | 15  | 17  | 18  | 14  | 9   | 4   | 1   | 8,5  |
|                        |     |     |     |     |     |     |     |     |     |     |     |     |      |
| Neerslag (mm)          | 21  | 29  | 39  | 39  | 61  | 63  | 67  | 67  | 50  | 33  | 44  | 35  | 548  |
| Bron: WeerOpReis.com   |     |     |     |     |     |     |     |     |     |     |     |     |      |

## Bevolking

Bevolkingsontwikkeling van Wenen sinds 1590

In 1910 woonden er 2.083.630 mensen in Wenen, waarmee het, op Parijs en Londen na, de grootste stad in Europa was. Wenen was toen al een multiculturele stad, met grote aantallen Tsjechische, Hongaarse en Joodse inwoners. Na de Eerste Wereldoorlog daalde de bevolking met ongeveer 200.000 mensen; veel ambtenaren en werknemers wier moedertaal niet Duits was, zoals Tsjechen en Hongaren, keerden terug naar hun land van herkomst wat resulteerde in een afname van de Weense bevolking. Tijdens het interbellum groeide het inwonersaantal langzaam weer, maar de Tweede Wereldoorlog zorgde voor een abrupt einde aan de positieve bevolkingsgroei. Zo sloegen ongeveer 130.000 Weense Joden op de vlucht en de overige 65.000 Weense Joden werden naar concentratiekampen gedeporteerd, waardoor de Joodse bevolking van de stad bijna compleet verdween. In 1987 bereikte het inwonersaantal van Wenen het laagste niveau sinds 1890: er woonden toen 1.484.885 personen in de stad. Sindsdien is de bevolking weer gegroeid en volgens prognoses van het United Nations Human Settlements Programme zal de bevolking opnieuw twee miljoen personen kunnen bereiken in de periode 2025, voornamelijk door immigratie. In 2020 woonden er al 1.911.728 personen in Wenen. Ongeveer 37 procent van de bevolking heeft een buitenlandse culturele achtergrond. Zij omvatten mensen die niet in Oostenrijk zijn geboren of geen Oostenrijkse nationaliteit hebben. De belangrijkste herkomstlanden waren in januari 2019: Servië (77.714 pers.), Duitsland (47.139 pers.), Turkije (45.818 pers.), Polen (43.157 pers.), Roemenië (33.446 pers.), Hongarije (24.066 pers.), Syrië (23.779 pers.), Kroatië (22.530 pers.), Bosnië en Herzegovina (21.869 pers.) en Bulgarije (18.354 pers.).
De inwoners van Wenen worden Weners genoemd.

### Demografische evolutie 1985-2025
(x 1.000 inwoners)
Bron: https://statcube.at/statistik.at/ext/statcube/jsf/tableView/tableView.xhtml

## Religie

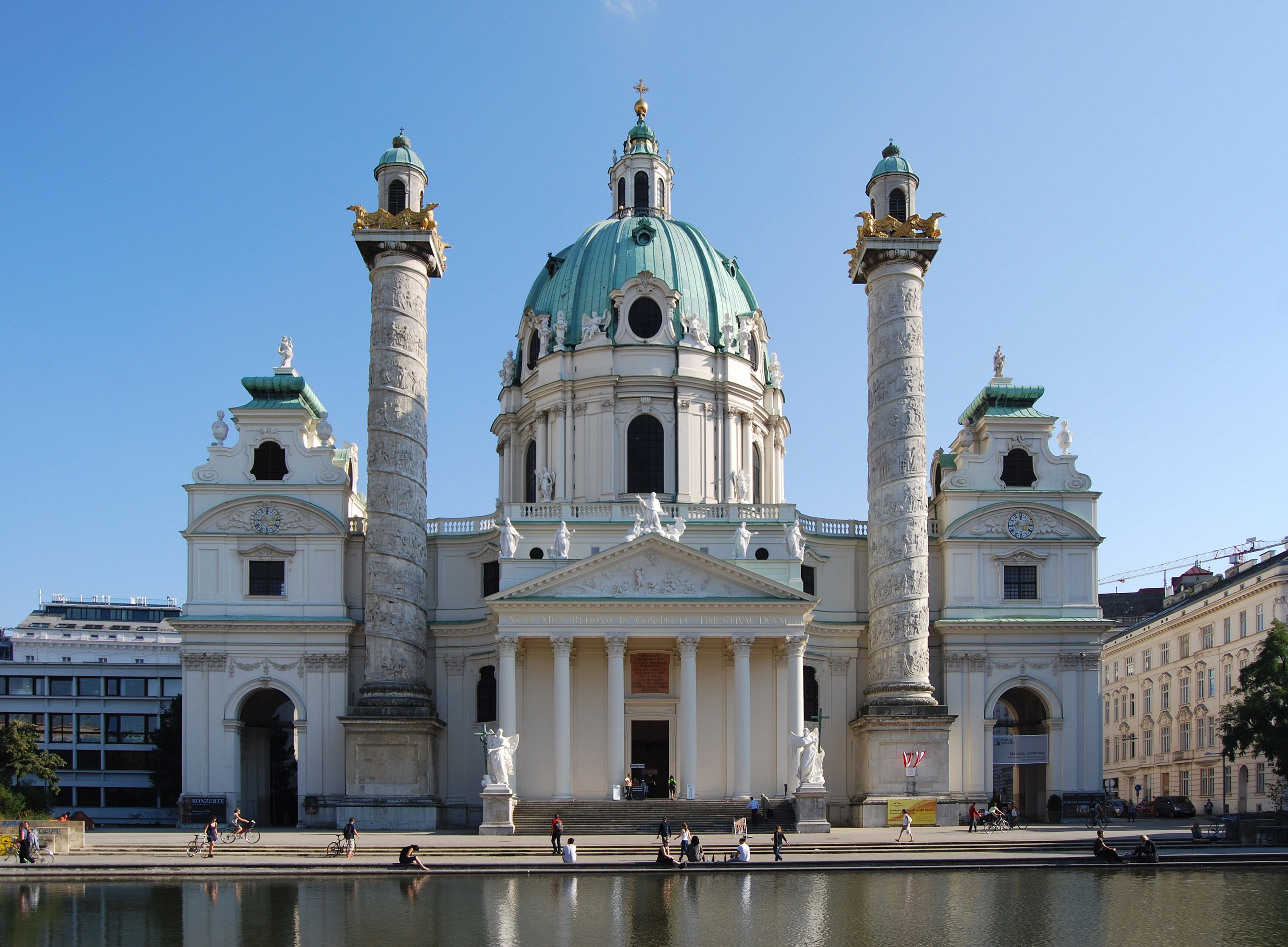
De Karlskirche in Wenen

Wenen is de zetel van de rooms-katholieke aartsbisdom Wenen. Sinds het emeritaat van kardinaal Christoph Schönborn op 22 januari 2025, is de zetel van het bisdom vacant. In Wenen is er een rooms-katholieke parochie (Katholische Gemeinde in Wien), een protestantse kerk (Evangelikale Gemeinde in Wien) en een boeddhistische gemeenschap van Fo Guang Shan.
Volgens de cijfers van de volkstelling in 2001 is de religieuze verdeling als volgt:
|                                    | Jaar        | Jaar        |
| 2001                               | 2011        |             |
| Gezindte                           | Aanhang (%) | Aanhang (%) |
| ---------------------------------- | ----------- | ----------- |
| Rooms-katholiek                    | 49,2        | 41,3        |
| Islamitisch                        | 7,8         | 11,6        |
| Oosters-orthodox                   | 6,0         | 8,4         |
| Protestants (voornamelijk luthers) | 4,7         | 4,2         |
| Joods                              | 0,5         | 2,9         |
| Overige religies                   | 6,3         | 2,9         |
| Niet-religieus                     | 25,7        | 31,6        |

## Culinair

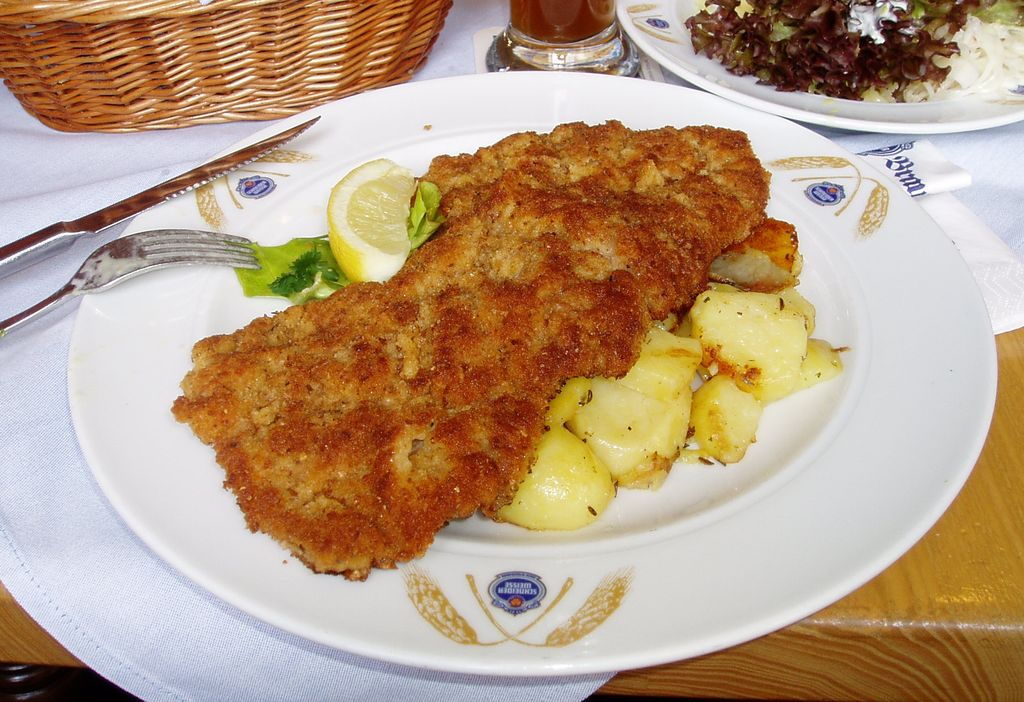
Wiener Schnitzel

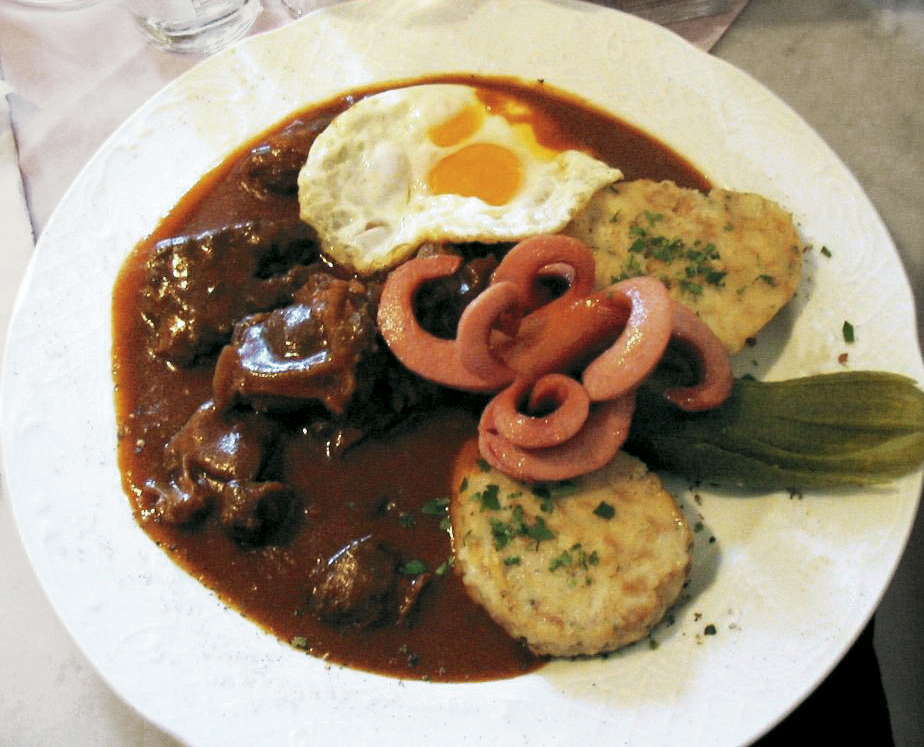
Fiaker-Gulasch

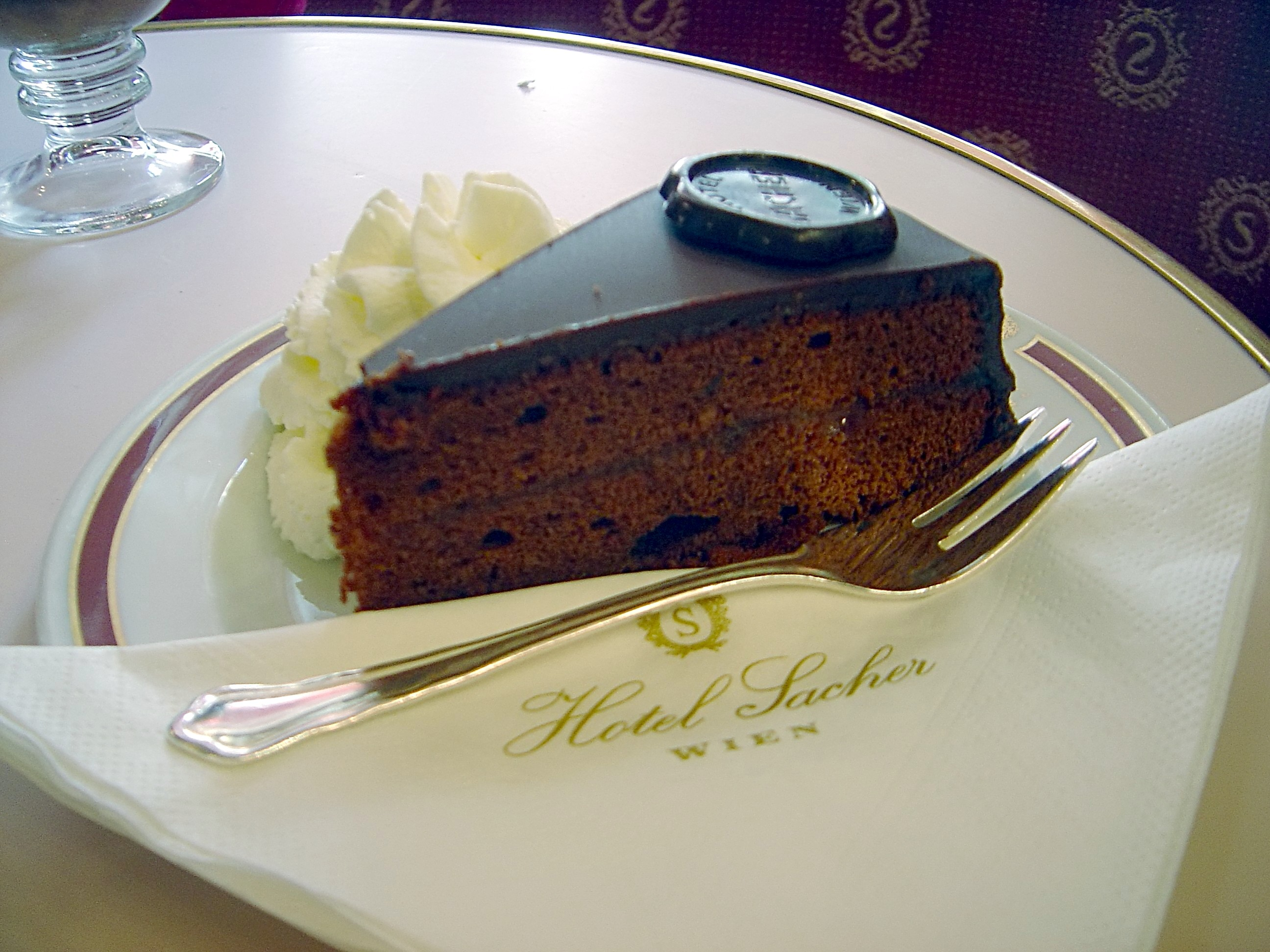
Sachertorte

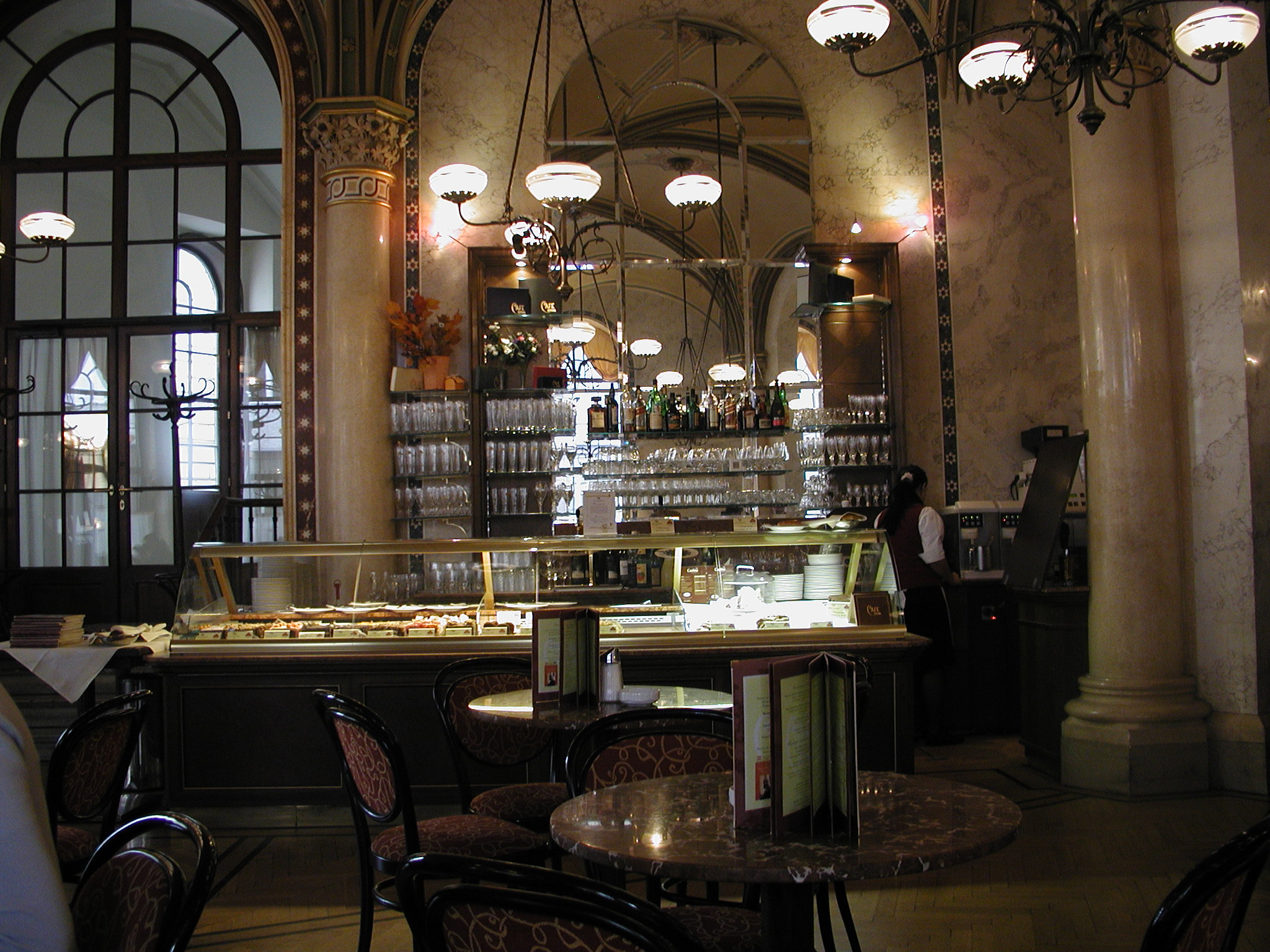
Café Central in de Herrengasse

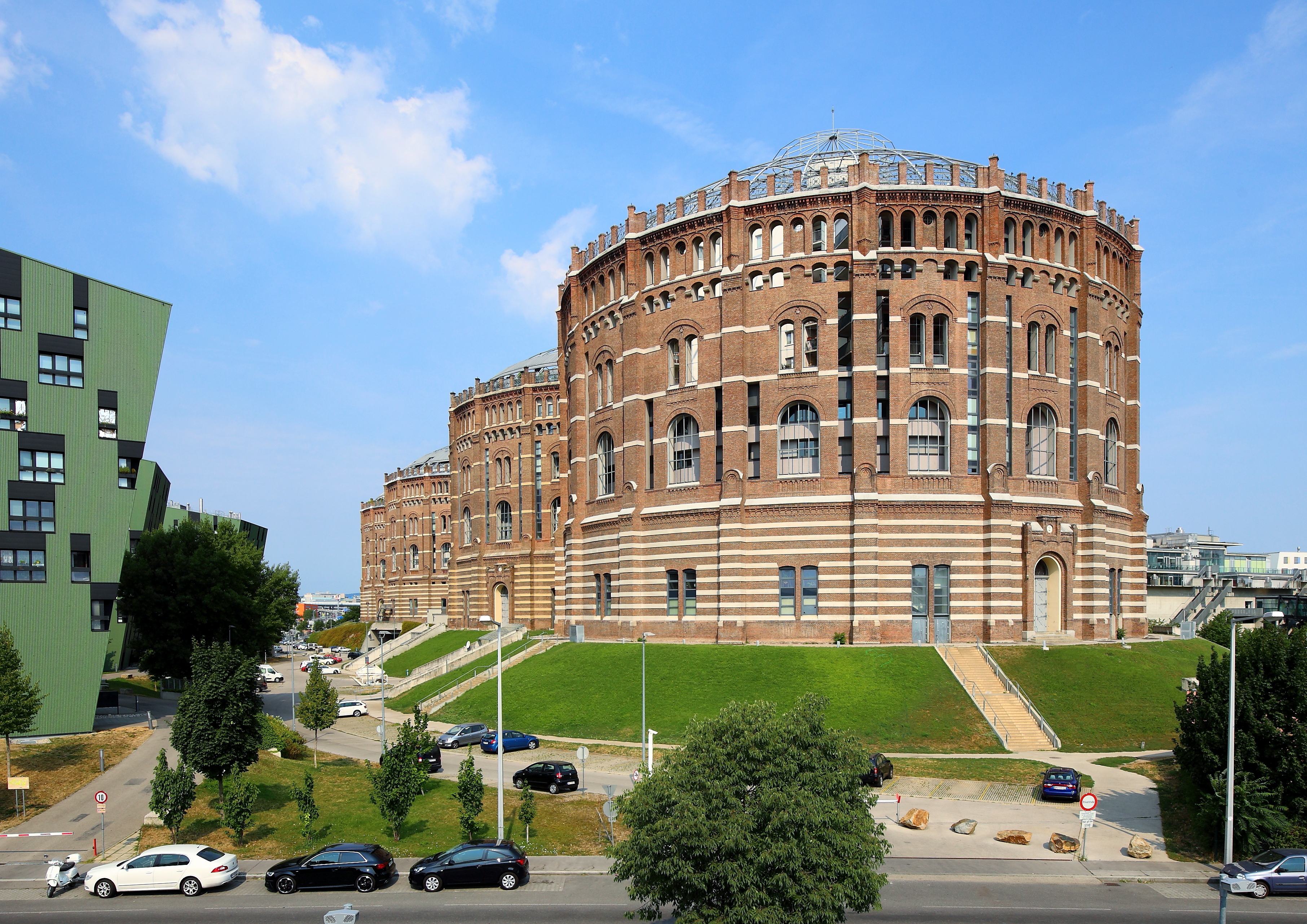
Gasometer

De Weense keuken is een mengelmoes van verschillende culturen, zoals de stad Wenen dit zelf ook was als hoofdstad van het Oostenrijkse keizerrijk. Invloeden van Bohemen, Hongarije, Slowakije, Italië en de Balkanlanden zijn duidelijk te merken.
Enkele van de beroemdste gerechten:
- Apfelstrudel
- Bauernschmaus, schotel met worstjes, hamsoorten, spek en een aardappelgerecht (bijvoorbeeld Knödeln)
- Fiaker-Gulasch, goulash met Knödeln
- Germknödel, gestoomde tarwedeegknoedel gevuld met Powidl (pruimencompote) en overgoten met boter of vanillesaus en bestrooid met suiker en maanzaad
- Gugelhupf, een soort tulband
- Kaiserschmarren gerezen en in stukken gesneden pannenkoek met rozijnen, geserveerd met poedersuiker, pruimencompote (Powidl), appelmoes of vossebessen
- Mohr im Hemd, chocoladecake in de vorm van een kleine tulband met hete chocoladesaus en slagroom
- Sachertorte, chocoladetaart, gevuld met abrikozen en een dikke laag chocoladeglazuur van het beroemde Hotel Sacher
- Tafelspitz und G'röstel, schijven rundvlees met rösti
- Topfenkuchen kwarkgebak
- Wiener Schnitzel, gepaneerd mager platgeslagen kalfsvlees snel gebakken in reuzel of olie.
- Mannerschnitten Dunne wafels gevuld met een chocolade-hazelnoot pasta. Verpakt in een opvallend roze vierkante verpakking.

## Koffiecultuur
Daarnaast kent Wenen een lange en diepgaande koffietraditie. De stad kent 564 Kaffeehäuser, waar men een keur aan koffiesoorten en gebak serveert. Het bestellen van een kop koffie in Wenen is een vak apart. Iedere inwoner heeft zijn eigen favoriete combinatie, waarvan de meeste met warme melk zijn. Om deze reden worden koffiebonen in Oostenrijk anders gebrand dan in Nederland of België, de zogenaamde Wiener röstung. Een kop koffie wordt traditioneel geserveerd met een glaasje leidingwater, dat ook weer wordt bijgevuld. Een uurtje blijven zitten op één kop koffie met een van de vele kranten die beschikbaar zijn is geen uitzondering.

### Enkele beroemde koffiehuizen
- Café Central, lijkt meer op een paleis dan op een café, ooit ontmoetingsplaats van beroemdheden, Herrengasse 14 Palais Festel
- Café Dommayer, waar de wals aan zijn triomftocht door de wereld begon, vlak bij Schönbrunn, Dommayergasse 1
- Café Hawelka, ontmoetingsplaats van kunstenaars (Nobelprijswinnaar Elias Canetti kwam hier ook), Dorotheergasse 6
- Café Landtmann, ooit stamcafé van Sigmund Freud, vlak bij het Burgtheater, Dr. Karl Lueger Ring 4
- Hotel Sacher, wellicht het beroemdste hotel ter wereld, inclusief de beroemde taart, Philharmonikerstraße 4
- Café Sperl, het enige café dat op de monumentenlijst staat vanwege zijn authentieke kaffeehaus-interieur, beroemd om de strudel, Gumpendorfer Straße 11
- Café Museum, ontworpen door Adolf Loos, Friedrichstraße 6

### Weense / Oostenrijkse koffiespecialiteiten
- Brauner, kleiner / großer: Als een Schwarzer / Mokka, maar met melk geserveerd
- Einspänner: Schwarzer / Mokka met veel slagroom, wordt met poedersuiker geserveerd in een glas
- Fiaker (koffie): Schwarzer / Mokka met rum, in een glas geserveerd
- Franziskaner: Melange met slagroom in plaats van melkschuim
- Kaffee verkehrt: Warme melk met beperkte hoeveelheid koffie, zie ook Milchkaffee
- Kaisermelange: Melange met eigeel en cognac
- Kapuziner: Schwarzer / Mokka met een beetje slagroom, soms ook wat chocolade
- Konsul: Schwarzer met koud water
- Maria Theresia (koffie): Dubbele Schwarzer / Mokka met sinaasappellikeur in een glas geserveerd
- Masagran: Koude koffie met ijs en maresquinolikeur
- Melange: Verlängerter met dezelfde hoeveelheid melk en melkschuim, vergelijkbaar met cappuccino maar vaak sterker
- Milchkaffee: Warme melk met beperkte hoeveelheid koffie, zie ook Kaffee verkehrt
- Mokka: Is hetzelfde als een Schwarzer
- Mazzagran: Dubbele Schwarzer / Mokka, met ijsklontjes afgekoeld
- Obermayer: Dubbele Schwarzer / Mokka met zeer koude slagroom
- Pharisäer: Großer Brauner met cognac, rum of Irish cream
- Ristretto: Zeer sterke, geconcentreerde Schwarzer, sterke espresso
- Schale Gold: Als een Brauner, maar met wat meer melk
- Schwarzer, kleiner / großer: Sterke zwarte koffie, zoals espresso onder druk bereid, zie ook Mokka
- Türkische: Turkse koffie
- Verlängerter: Met water verdunde Brauner
- Wiener Eiskaffee: Gekoelde koffie met ijs en slagroom

## Sport
Naast het Prater bevindt zich een beurscomplex met sportfaciliteiten, waaronder het Ernst Happelstadion, waarin onder meer wedstrijden voor het Europees kampioenschap voetbal 2008 werden gespeeld. De rest van het terrein is één groot park.
Het Weense Rapid Wien is de meest succesvolle voetbalclub van Oostenrijk met meer dan 30 landstitels. De volksclub speelt haar wedstrijden in het Allianz Stadion. Aartsrivaal FK Austria Wien werd 24 keer kampioen van Oostenrijk en speelt in de Generali Arena. Ook Wiener Sport-Club, First Vienna FC, SC Wacker Wien en SK Admira Wien werden Oostenrijks landskampioen, maar spelen al jaren geen rol van betekenis meer.
Wenen was in 1930, 1967, 1977, 1987, 1996 en 2005 gastheer van het WK ijshockey.
In 1998 en 2009 werd het individuele WK shorttrack in Wenen georganiseerd.
In 2010 was Wenen een van de vijf speelsteden tijdens het EK handbal (mannen).
Wenen was kandidaat voor de organisatie van de Olympische Spelen van 1964, maar Tokio kreeg de voorkeur.
De Wereldkampioenschappen baanwielrennen vonden eenmaal plaats in Wenen; in 1987.

## Vervoer

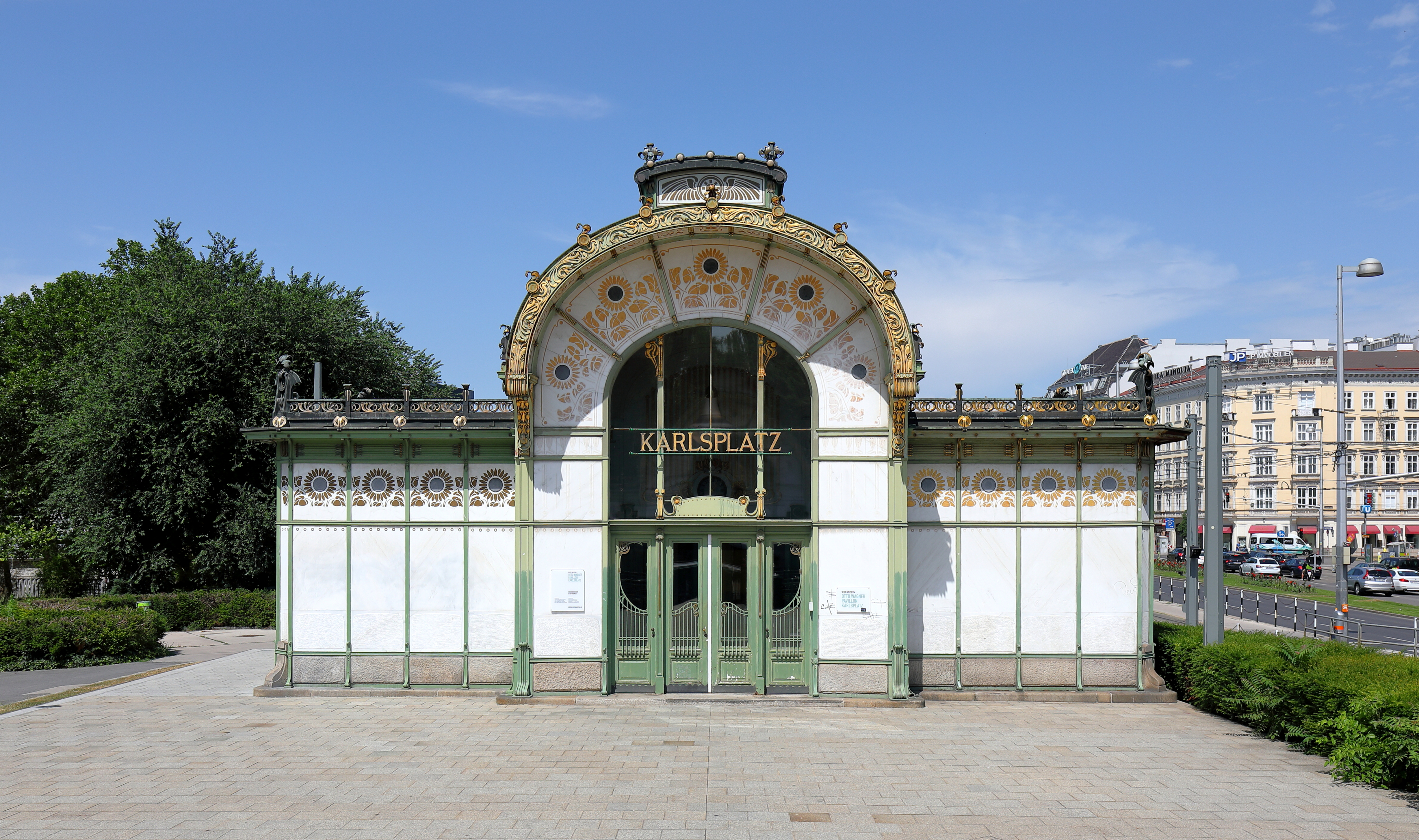
Station Karlsplatz, ontworpen door Otto Wagner

Wenen is via meerdere autosnelwegen bereikbaar. De westautobahn (A1) komt uit op de Wientalstraße.

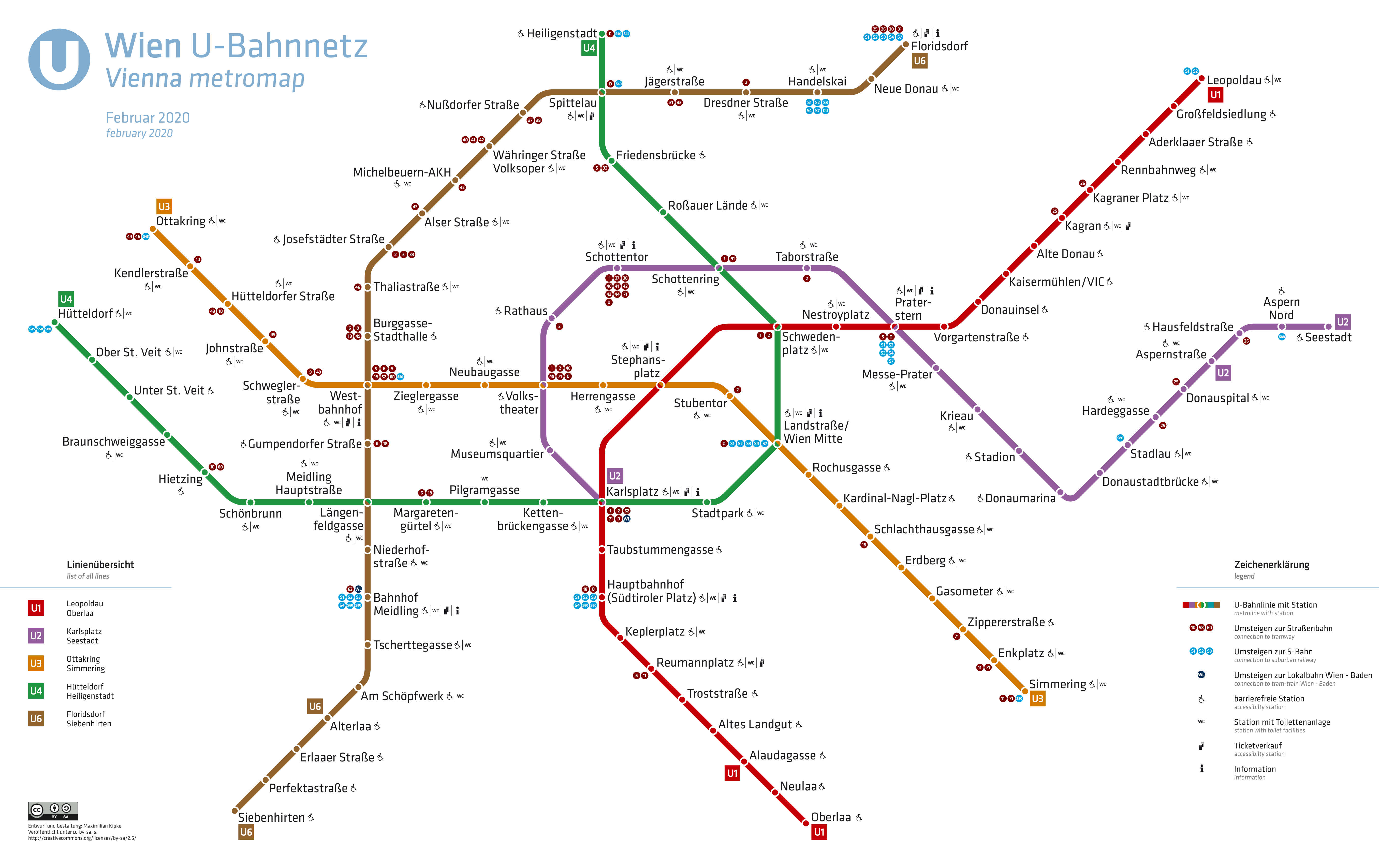
Het Weense U-Bahnnetwerk

Wenen beschikt over een uitgebreid ov-netwerk. De lokale overheden zetten in op ov-gebruik en hebben daarom in 2012 de prijs van een jaarticket verlaagd naar €365 (€1 per dag). De stad kent het vierde meest gebruikte metrosysteem van Europa en een uitgebreid tramnetwerk met dat in 2023 met een lengte van 176,9 km op de zevende plaats komt wereldwijd. Aansluitend daarop kent de stad een uitgebreid bus- en S-Bahn-netwerk.
Met de trein vormen de stations Westbahnhof (regionale treinen vanuit het westen en WestBahn) en Hauptbahnhof (alle langeafstandstreinen en regionale treinen vanuit het zuiden en oosten van het land) de belangrijkste stations. Als overblijfsel van het zijn van hoofdstad van het Oostenrijk-Hongaarse Rijk is Wenen nog steeds een belangrijk treinknooppunt als verbinding zowel tussen west en oost en noord en Zuid-Europa. Sinds 2016 investeert de ÖBB met hun Nightjet in de herleving van een intereuropees nachttreinnet met Wenen als thuisbasis.
De luchthaven Schwechat ligt buiten de stad, maar is via treinverbindingen aangesloten op de rest van het openbaar vervoer. Enkele intercity's kennen het luchthavenstation als begin- en eindpunt.

## Onderwijs
- Universiteit van Wenen
- Technische Universiteit Wenen

## Diversen
- De stad figureert veelvuldig in romans van John Irving.
- De Slowaakse hoofdstad Bratislava ligt op slechts 60 kilometer van Wenen. Dit is hiermee de op twee na kortste afstand ter wereld tussen twee hoofdsteden van onafhankelijke landen.

## Stedenbanden
| - 1990 Boedapest (Hongarije) - 1991 Kiev (Oekraïne) - 1991 Moskou (Rusland) - 1993 Bratislava (Slowakije) | - 1998 Brno (Tsjechië) - Ljubljana (Slovenië) - Krakau (Polen) - Parijs (Frankrijk) | - Brasilia (Brazilië) - Chengdu (China) - Teheran (Iran) - Triëst (Italië) |  |